# Abanto
Abanto település Spanyolországban,  Zaragoza tartományban. Abanto Acered, Aldehuela de Liestos, Castejón de Alarba, Cimballa, Cubel és Monterde községekkel határos. Lakosainak száma 80 fő (2024).

## Népesség
A település lakosságának változását az alábbi diagram mutatja:
| Lakosok száma | 179  | 155  | 145  | 125  | 127  | 113  | 98   | 100  | 89   | 80   |
|               | 2001 | 2004 | 2007 | 2009 | 2012 | 2014 | 2017 | 2019 | 2022 | 2024 |